# Hockey Club Bienne
 (février 2024).
Si vous disposez d'ouvrages ou d'articles de référence ou si vous connaissez des sites web de qualité traitant du thème abordé ici, merci de compléter l'article en donnant les références utiles à sa vérifiabilité et en les liant à la section « Notes et références ».
Le Hockey Club Bienne, abrégé HC Bienne ou HCB, en allemand Eishockey Club Biel, est un club de hockey sur glace de la ville de Bienne dans le canton de Berne en Suisse.
Le club est triple champion de Suisse en 1978, 1981 et 1983.
Il évolue en National League et est entraîné par Martin Steinegger.

## Historique

### La fondation du club
- 1939 : Fondation du HC Bienne par Heinrich Plüss. Peu de temps après, en raison de différents problèmes internes, un club de concurrence est fondé, le HC Tornado. Il fit de l'ombre au HC Bienne qui eut par la suite des difficultés financières.
- 1947 : Les deux clubs fusionnent et Heinrich Plüss reprend la tête de ce nouveau club appelé HC Tornado Bienne.
- 1948 : Le club est rebaptisé HC Bienne.

### L'essor vers les ligues nationales
- 1956 : Willy Gassmann (de), propriétaire du journal régional Le Journal du Jura, est nommé président du HC Bienne, alors en proie à de gros problème financiers. Il restera président jusqu'en 1982[1].
- 1961 : Promotion en LNB avec Winterthour sur le tapis vert à la suite de l'augmentation des équipes en LNB.
- 1964 : Bienne devient vice-champion de LNB suite de la défaite lors de la finale contre Genève-Servette.
- 1967 : Relégation en 1re ligue.
- 1968 : Promotion en Ligue nationale B.
- 1973 : Sous l'impulsion de Willy Gassmann, président du HC Bienne, le Stade de Glace voit le jour. C’est alors la première patinoire couverte de la ville de Bienne.
- 22 novembre 1975, 9411 spectateurs (record d’affluence) assistent à la victoire 4-3 du HC Bienne lors du derby cantonal face au CP Berne.
- 1975 : À la suite du match contre le HC Viège, le HC Bienne de Francis Blank s’impose 7-3 devant les 7000 spectateurs du Stade de Glace et devient Champion Suisse de LNB pour la première fois de son histoire. Il est promu en Ligue nationale A.

### Les années fastes
En 1976, le HC Bienne de Francis Blank devient vice-champion de Suisse de LNA à la suite de leur défaite 6-3 face à Langnau dans un match décisif.
En 1978, à la suite du match contre Kloten, le HC Bienne de František Vaněk s’impose 4-1 devant les 9000 spectateurs (guichets fermés) du Stade de Glace et devient champion pour la première fois de son histoire.

#### Effectif champion en 1978
| Vainqueurs de la LNA HC Bienne | Gardiens de but : Olivier Anken, Thomas Fässler, Anton Siegenthaler Défenseurs : Bernard Burri, Daniel Dubuis, René Fäh, Pierre-Alain Flotiront, Charles Greder, Jakob Kölliker, Carlo Valenti, Aldo Zenhäusern Attaquants : René Berra, Daniel Blaser, Raymond Guénat, Thomas Hanseler, Daniel Kohler, Jean-Claude Kohler, Francis Lardon, Steve Latinovich, Bob Lindberg, Urs Lott, Hans-Jörg Schmid, René Stampfli, Michel Turler, Daniel Widmer Entraîneur : František Vaněk |

L'année suivante, le club échoue à la deuxième place, à 5 pts du CP Berne.
C'est en 1981 que le HCB d'Edmund Reigle (en) redevient champion, pour la deuxième fois de son histoire, en finissant le championnat avec 7 pts d’avance et une moyenne de 7784 spectateurs.

#### Effectif champion en 1981
| Vainqueurs de la LNA HC Bienne | Gardiens de but : Olivier Anken, Anton Siegenthaler, Jean-Claude Monachon Défenseurs : Daniel Dubuis, Jakob Kölliker, Hugo Zigerli, Aldo Zenhäusern, Willy Bertschinger, Marcel Meier Attaquants : Arnold Lötscher, Giovanni Conte, Daniel Widmer, Urs Bärtschi, Serge Martel, Daniel Kohler, Marcel Niederer, Daniel Blaser, Richmond Gosselin (C), Jean-Michel Courvoisier, Hansjörg Schmid, Raymond Quenat Entraîneur : Ed Reigle |

En 1983, le HC Bienne de Kent Ruhnke soulève le trophée de champion pour la troisième fois.

#### Effectif champion en 1983
| Vainqueurs de la LNA HC Bienne | Gardiens de but : Olivier Anken, Daniel Kempf, Jean-Luc Quadri Défenseurs : Daniel Dubuis, Pierre-Alain Flotiront, Jakob Kölliker, Daniel Poulin, Markus Schnider, Harry Schmid, Hugo Zigerli, Patrick Helfer Attaquants : Urs Bärtschi (de), Beat Bringold, Richmond Gosselin, Daniel Kohler, Marco Koller, Beat Lautenschlager, Arnold Lörtscher, Fredy Lüthi, Marcel Niederer (en), Bernhard Wist Entraîneur : Kent Ruhnke |

### La descente aux enfers
- 1994 : À la suite de la victoire après tirs au but face au HC Olten, le HC Bienne de Jean Helfer gagne la série des play-out et reste en Ligue nationale A. Olten est relégué en LNB.
- 14 mars 1995 : Battu 7-3 par Rapperswil-Jona, Bienne perd le barrage de Ligue nationale A 2-4 et est relégué en LNB. Au lendemain de la relégation, le Hockey BielBienne, composé notamment d’Erwin Stalder, Urs Frey et Daniel Cattaruzza, est créé. C’est à lui que l’on doit d’avoir encore du hockey en ville.
- 1998 : Le HC Bienne devient une société anonyme. (Hockey-Club Bienne SA)
- 19 mars 1998 : Opposé à Langnau, le HCB de Paul-André Cadieux s’incline 1-3 à l’Ilfis en finale de LNB. Vainqueur 3-1 de la série, Langnau fêtera dans l’enchaînement la promotion en LNA.
- 1er juillet 1999 : Après quatre années de lutte, les finances du HC Bienne sont officiellement assainies. La relégation de 1995 avait laissé une ardoise de 4,7 millions de francs suisses.

### Le regain du succès
- 23 mars 2001 : Opposé au Lausanne HC, le HCB de Markus Graf s’incline 3-6 devant les 9928 spectateurs de Malley en finale de LNB. Vainqueur 3-0 de la série, le LHC fêtera dans l’enchaînement la promotion en LNA.
- 2004 : À la suite de la victoire après prolongation face au HC Sierre-Anniviers au Stade de Glace devant 7000 spectateurs (guichets fermés), le HC Bienne de Charly Oppliger devient Champion Suisse LNB pour la deuxième fois de son histoire en remportant 4-3 la série de la finale des playoffs.
- 3 avril 2004 : Opposé au Lausanne HC, le HCB de Charles Oppliger s’incline 1-5 devant les 5242 spectateurs de Saint-Léonard, à Fribourg. Vainqueur 4-0 de la série, le LHC conserve sa place en LNA. Bienne reste en LNB.
- 31 mars 2006 : À la suite de la victoire 10-0 face au HC Sierre-Anniviers, le HC Bienne de Kim Collins devient Champion Suisse LNB pour la troisième fois de son histoire en remportant 4-1 la série de la finale des playoffs.
- 17 avril 2006 : Opposé à Fribourg-Gottéron, le HC Bienne de Kim Collins s’incline 3-5 devant les 6041 spectateurs du Stade de Glace. Vainqueur 4-2 de la série, Fribourg conserve sa place en LNA. Bienne reste en LNB.
- 25 mars 2007 : À la suite de la victoire 3-2 après prolongations face au HC Viège, le HC Bienne de Kim Collins devient Champion Suisse LNB pour la quatrième fois de son histoire en remportant 4-2 la série de la finale des playoffs.
- 7 avril 2007 : Opposé à Langnau, le HC Bienne de Kim Collins s’incline 3-5 devant les 6436 spectateurs de l’Ilfis. Vainqueur 4-1 de la série, Langnau conserve sa place en LNA. Bienne reste en LNB.
- 26 mars 2008 : À la suite de la victoire 5-1 face au HC La Chaux-de-Fonds au Stade de Glace devant 7000 spectateurs (guichets fermés), le HC Bienne de Heinz Ehlers devient Champion Suisse LNB pour la cinquième fois de son histoire en remportant 4-1 la série de la finale des playoffs.

### Le retour dans l'élite
- 8 avril 2008 : Opposé à Bâle, le HC Bienne de Heinz Ehlers s’impose devant les 7000 spectateurs (guichets fermés) du Stade de Glace. Vainqueur 4-0 de la série, les Seelandais sont promus en LNA et Bâle relégué en LNB.
- 13 avril 2009 : Opposé au Lausanne HC, le HC Bienne de Kevin Schläpfer s’impose devant les 7000 spectateurs (guichets fermés) du Stade de Glace. Vainqueur 4-3 de la série des barrages, le HCB conserve sa place en LNA. Lausanne reste en LNB.
- 24 avril 2010 : À la suite de la victoire 3-2 face au Lausanne HC au Stade de Glace devant 7000 spectateurs (guichets fermés), le HC Bienne de Kevin Schläpfer conserve sa place en LNA grâce à sa victoire 4-3 dans la série.

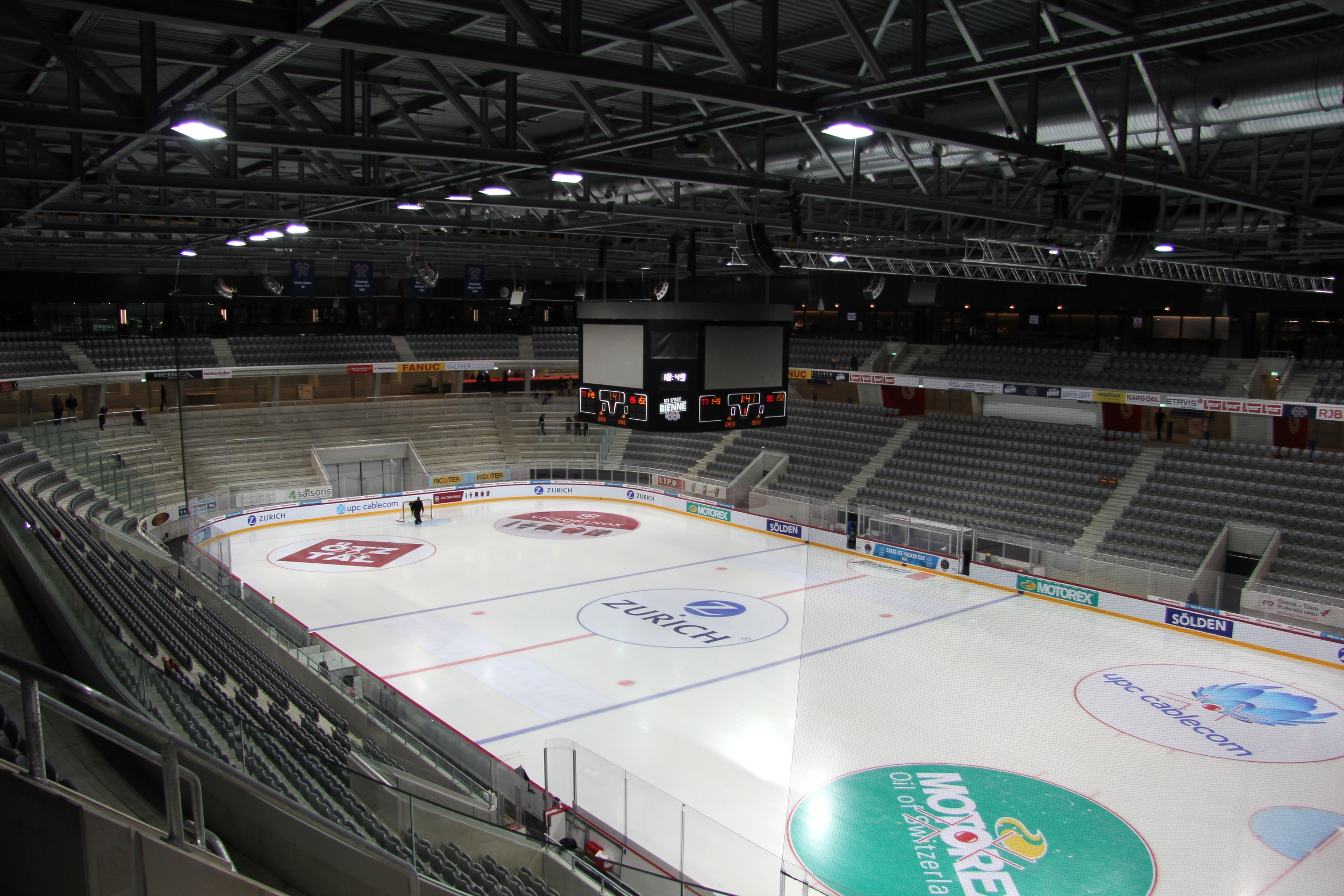
L'intérieur de la Tissot Arena, patinoire du club depuis 2015

- 10 mars 2011 : Le HC Bienne s'impose 5-2 face au HC Ambrì-Piotta à la patinoire de la Valascia. Le HC Bienne remporte la série 4-2 de demi-finale des playouts dans laquelle les hommes de Kevin Schläpfer étaient pourtant menés 0-2. L'équipe conclut sa saison par une série de 4 victoires et conserve sa place dans l'élite du hockey suisse. Depuis 2005, le HC Bienne avait toujours pris part à la finale de promotion.
- 25 février 2012 : Le HC Bienne termine la saison régulière à la huitième place et obtient ainsi le droit de disputer les séries éliminatoires. Malgré la défaite à domicile (1-4) contre le HC Davos lors de la dernière journée du tour qualificatif, l'équipe de Kevin Schläpfer conserve son avantage de 1 point au classement aux dépens de Genève-Servette, adversaire direct pour la huitième place, qui lui connaît également un ultime revers au Hallenstadion des Lions de Zurich. Le capitaine du HC Bienne, Mathieu Tschantré, qualifie cette défaite de « plus belle de ma carrière »[2]. Les objectifs de la saison 2011-2012, à savoir le maintien dans l'élite, sont atteints, malgré l’un des plus petits budgets de la ligue[3] (9 millions de francs suisses[4]) après le HC Ambrì-Piotta et le SC Langnau[réf. nécessaire]. Les séries finales de l'élite du hockey suisse sont de retour dans le Seeland après 19 ans d'absence. L'adversaire pour le HC Bienne en quarts de finale des séries est l'équipe de Zoug, championne de la saison régulière, qui bat les Biennois 4-1.
- Lors de la saison 2012-2013, le HC Bienne se qualifie à nouveau pour les séries éliminatoires. D’abord menée 3-0 par le HC Fribourg-Gottéron en quart de finale, l'équipe revient à 3 partout avant d’être éliminée à la suite de la rencontre décisive. Au cours de la saison, Patrick Kane et Tyler Seguin ont complété l'effectif grâce au lock-out dans la Ligue nationale de hockey.
- 19 avril 2014 : Opposé au HC Viège, le HC Bienne de Kevin Schläpfer s’impose devant les 5728 spectateurs du Stade de Glace. Vainqueur 4-1 de la série des barrages, le HCB conserve sa place en LNA.

### Le retour au premier plan

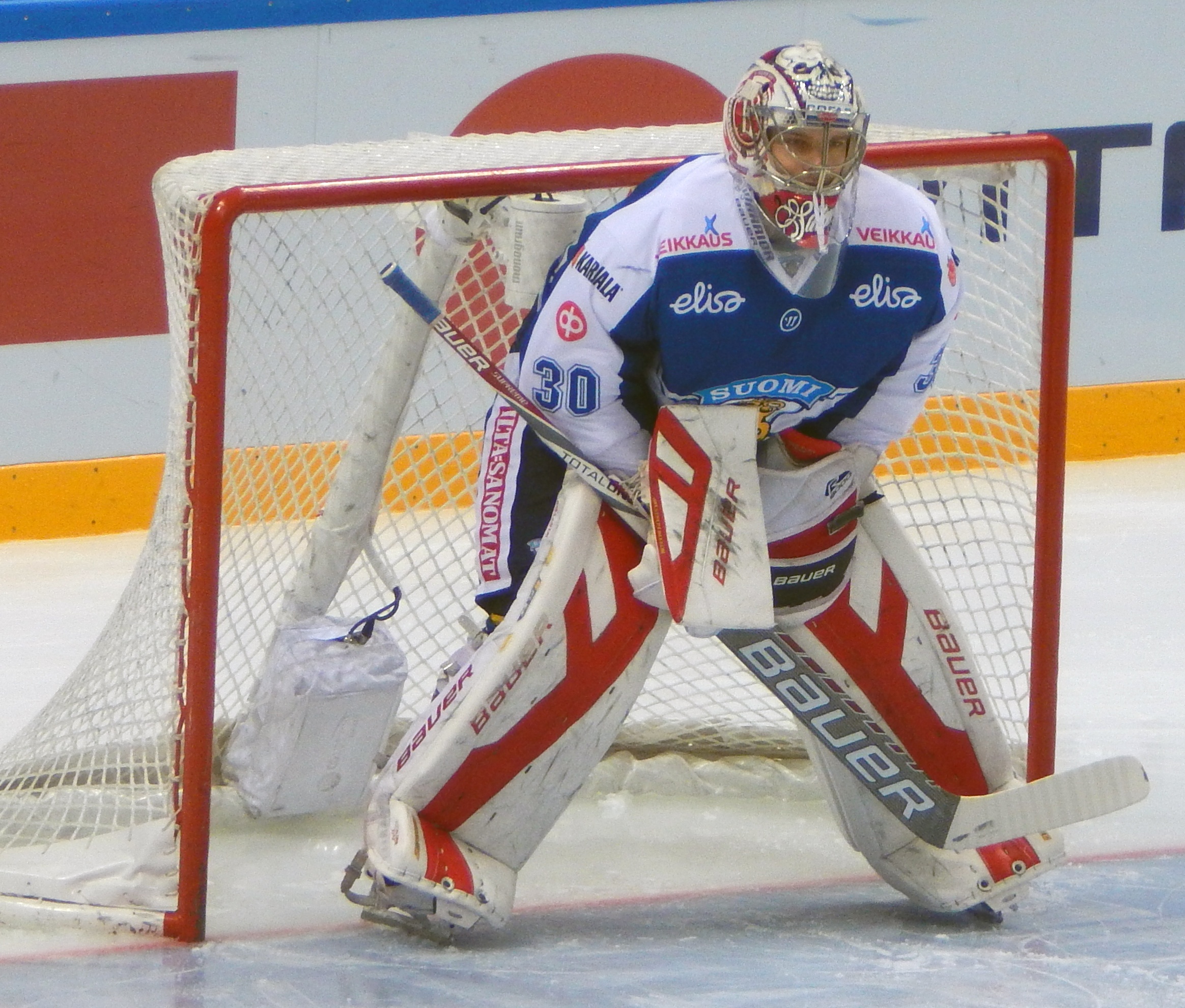
Harri Säteri élu meilleur gardien de la saison 2022-2023.

- 27 avril 2023, le HC Bienne d'Antti Törmänen devient vice-champion de Suisse de NL à la suite de leur défaite 4-3 dans la série face au Genève-Servette HC.

## Palmarès
- Champion de LNA
  - 1978, 1981 et 1983
- Champion de LNB
  - 1975, 2004, 2006, 2007 et 2008

## Logo

Évolution du logo
Jusqu'au milieu des années 1970
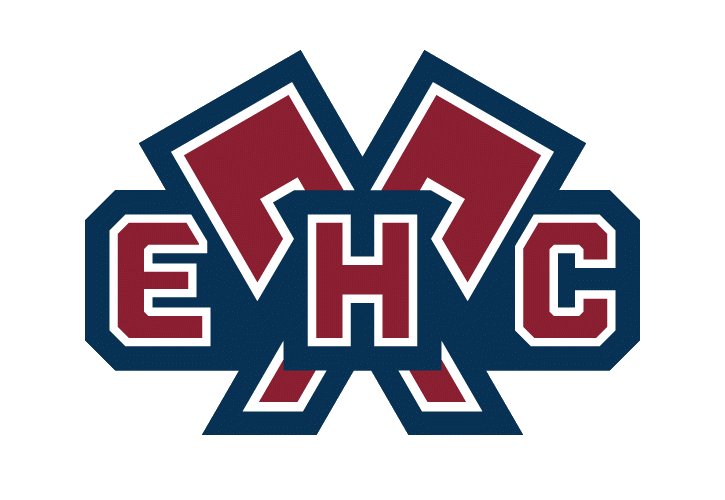
2015-2017
Depuis 2017

## Personnalités

### Effectif actuel
| No    | Nom                 | Nat. | Position  | Arrivée                           |
| ----- | ------------------- | ---- | --------- | --------------------------------- |
| +035, | Harri Säteri        |      | Gardien   | 2022 - Coyotes de l'Arizona       |
| +074, | Luis Jannett        |      | Gardien   | 2024 - HC Thurgovie               |
| +009, | Noah Delémont       |      | Défenseur | Formé au club                     |
| +015, | Gaël Christe        |      | Défenseur | 'Formé au club                    |
| +018, | Yanick Stämpfli     |      | Défenseur | 2020 - EV Zoug                    |
| +049, | Miro Zryd           |      | Défenseur | 2024 - SCL Tigers                 |
| +050, | Viktor Lööv         |      | Défenseur | 2021 - Jokerit Helsinki           |
| +071, | Yanik Burren        |      | Défenseur | 2023 - HC Ambrì-Piotta            |
| +075, | Alexander Iakovenko |      | Défenseur | 2021 - Jukurit Mikkeli            |
| +077, | Robin Grossmann     |      | Défenseur | 2021 - Lausanne HC                |
| +098, | Luca Christen       |      | Défenseur | 2022 - SC Langenthal              |
| +006, | Nicolas Müller      |      | Attaquant | 2024 - Spartans de Michigan State |
| +007, | Ramon Tanner        |      | Attaquant | 2019 - HC Davos                   |
| +010, | Luca Cunti          |      | Attaquant | 2019 - HC Lugano                  |
| +011, | Jérôme Bachofner    |      | Attaquant | 2023 - ZSC Lions                  |
| +016, | Fabio Hofer         |      | Attaquant | 2020 - HC Ambrì-Piotta            |
| +017, | Jérémie Bärtschi    |      | Attaquant | Formé au club                     |
| +020, | Aleksi Heponiemi    |      | Attaquant | 2023 - Panthers de la Floride     |
| +022, | Johnny Kneubuehler  |      | Attaquant | 2024 - HC Ambrì-Piotta            |
| +024, | Lias Andersson      |      | Attaquant | 2024 - Rocket de Laval            |
| +025, | Toni Rajala – A     |      | Attaquant | 2016 - Luleå HF                   |
| +028, | Elvis Schläpfer     |      | Attaquant | Formé au club                     |
| +037, | Mattheo Reinhard    |      | Attaquant | 'Formé au club                    |
| +047, | Ian Derungs         |      | Attaquant | 2023 - HC Ajoie                   |
| +057, | Liekit Reichle      |      | Attaquant | 2023 - GCK Lions                  |
| +076, | Jere Sallinen       |      | Attaquant | 2021 - HIFK Helsinki              |
| +092, | Gaëtan Haas – C     |      | Attaquant | 2021 - Oilers d'Edmonton          |
| +096, | Damien Brunner      |      | Attaquant | 2018 - HC Lugano                  |

### Numéros retirés
- #12  Mathieu Tschantré[8], depuis le 5 novembre 2021 : attaquant (19 saisons et 910 matchs avec le HC Bienne, une promotion dans l'élite).
- #30  Olivier Anken : gardien de but (18 saisons et 627 matchs avec le HC Bienne, trois fois champion de Suisse, en 1978, 1981 et 1983).

## Patinoire

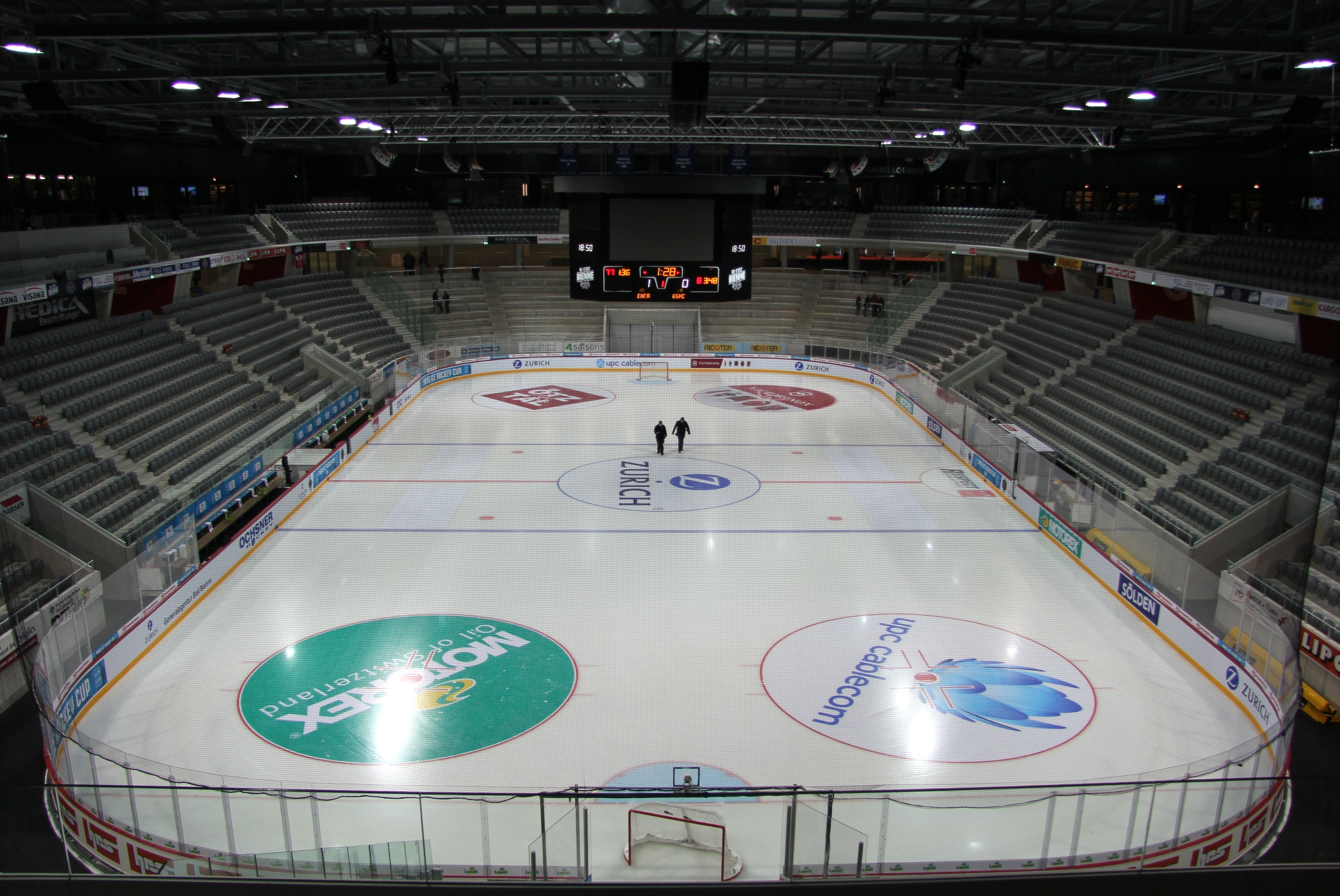
La patinoire Tissot Arena vue de l’intérieur.

La Tissot Arena a été construite en remplacement du Stade de Glace, ancienne patinoire du club et peut accueillir 6 408 spectateurs.